# 奥萝拉·孔多雷利
奥萝拉·孔多雷利（義大利語：Aurora Condorelli，2001年3月30日—），意大利女子水球运动员。她曾代表意大利国家队参加2024年夏季奥林匹克运动会女子水球比赛，获得第六名。